# 12 sierpnia
12 sierpnia jest 224. (w latach przestępnych 225.) dniem w kalendarzu gregoriańskim. Do końca roku pozostaje 141 dni.

## Święta
- Imieniny obchodzą: Anicet, Aniceta, Bądzsław, Cyriak, Digna, Eunomia, Euzebiusz, Fotyn, Herkulan, Hilaria, Innocenty, Joanna, Julian, Julianna, Klara, Largus, Lech, Leonida, Makary i Wiktoria.
- Międzynarodowe – Międzynarodowy Dzień Młodzieży (ustanowione przez Zgromadzenie Ogólne ONZ w 1999)
- Tajlandia – Dzień Matki (Urodziny Królowej Sirikit)
- Zambia – Święto Obrony
- Zimbabwe – Święto Armii
- Wspomnienia i święta w Kościele katolickim[1][2] obchodzą:
  - bł. Izydor Bakanja (męczennik)
  - św. Eupliusz (męczennik)
  - bł. Innocenty XI (papież)
  - św. Jaenbert (arcybiskup)
  - św. Joanna de Chantal
  - bł. Karol Leisner (męczennik)
  - św. Wiktoria Díez Bustos de Molina (męczennica)
- Mariawici – uroczystość świętej Matki Klary, patronki Zgromadzenia Sióstr Mariawitek[3].

## Wydarzenia w Polsce
- 1308 – Lidzbark Warmiński otrzymał prawa miejskie.
- 1569 – Wyrokiem sądu sejmowego została uwięziona delegacja Rady Miasta Gdańska.
- 1654:
  - IV wojna polsko-rosyjska: zwycięstwo wojsk litewskich w bitwie pod Szkłowem.
  - Z terenu Polski widoczne było całkowite zaćmienie Słońca.
- 1759 – III wojna śląska: zwycięstwo wojsk austriacko-rosyjskich nad pruskimi w bitwie pod Kunowicami.
- 1794 – Insurekcja kościuszkowska:
  - Upadło powstanie kurlandzkie.
  - Wojska rosyjskie zdobyły Wilno.
- 1831 – Gen. Henryk Dembiński został przywódcą powstania listopadowego.
- 1896 – W Gdańsku wyruszył na trasę pierwszy tramwaj elektryczny.
- 1907 – Organizacja Bojowa PPS dokonała napadu na pociąg i stację kolejową w Sławkowie.
- 1914 – Józef Piłsudski wydał Odezwę na wkroczenie wojsk polskich do Królestwa Kongresowego.
- 1927 – Założono Związek Polskiej Młodzieży Demokratycznej.
- 1931 – Jerzy Drzewiecki i Jerzy Wędrychowski w samolocie RWD-7 pobili międzynarodowy rekord prędkości w II klasie samolotów turystycznych, uzyskując 178 km/h.
- 1941 – Oddział SD z Łucka i ukraińscy schutzmani dokonali masakry 300 Żydów w Horochowie na Wołyniu.
- 1943 – Żołnierze Kedywu Armii Krajowej uprowadzili w Warszawie samochód bankowy ze 105 mln złotych.
- 1944:
  - 12. dzień powstania warszawskiego: Winston Churchill po raz kolejny depeszował do Józefa Stalina, pytając o pomoc dla powstańców.
  - Wojska niemieckie zlikwidowały Republikę Pińczowską, obszar wyzwolony przez polskich partyzantów.
- 1964:
  - Edward Ochab objął stanowisko przewodniczącego Rady Państwa.
  - Greczynka Nandia Konstandopulu została zwyciężczynią 4. Międzynarodowego Festiwalu Piosenki w Sopocie.
- 1985 – Premiera filmu Miłość z listy przebojów w reżyserii Marka Nowickiego.
- 1997 – Na warszawskim Służewcu odbył się pierwszy polski koncert zespołu U2.
- 2005 – Premiera filmu Skazany na bluesa w reżyserii Jana Kidawy-Błońskiego.
- 2011 – Na stacji kolejowej Baby koło wsi Kiełczówka w powiecie piotrkowskim, w wyniku wykolejenia pociągu pasażerskiego TLK relacji Warszawa Wschodnia-Katowice zginął 52-letni mężczyzna, a 81 osób zostało rannych, spośród których w szpitalu zmarła 63-letnia kobieta.

## Wydarzenia na świecie

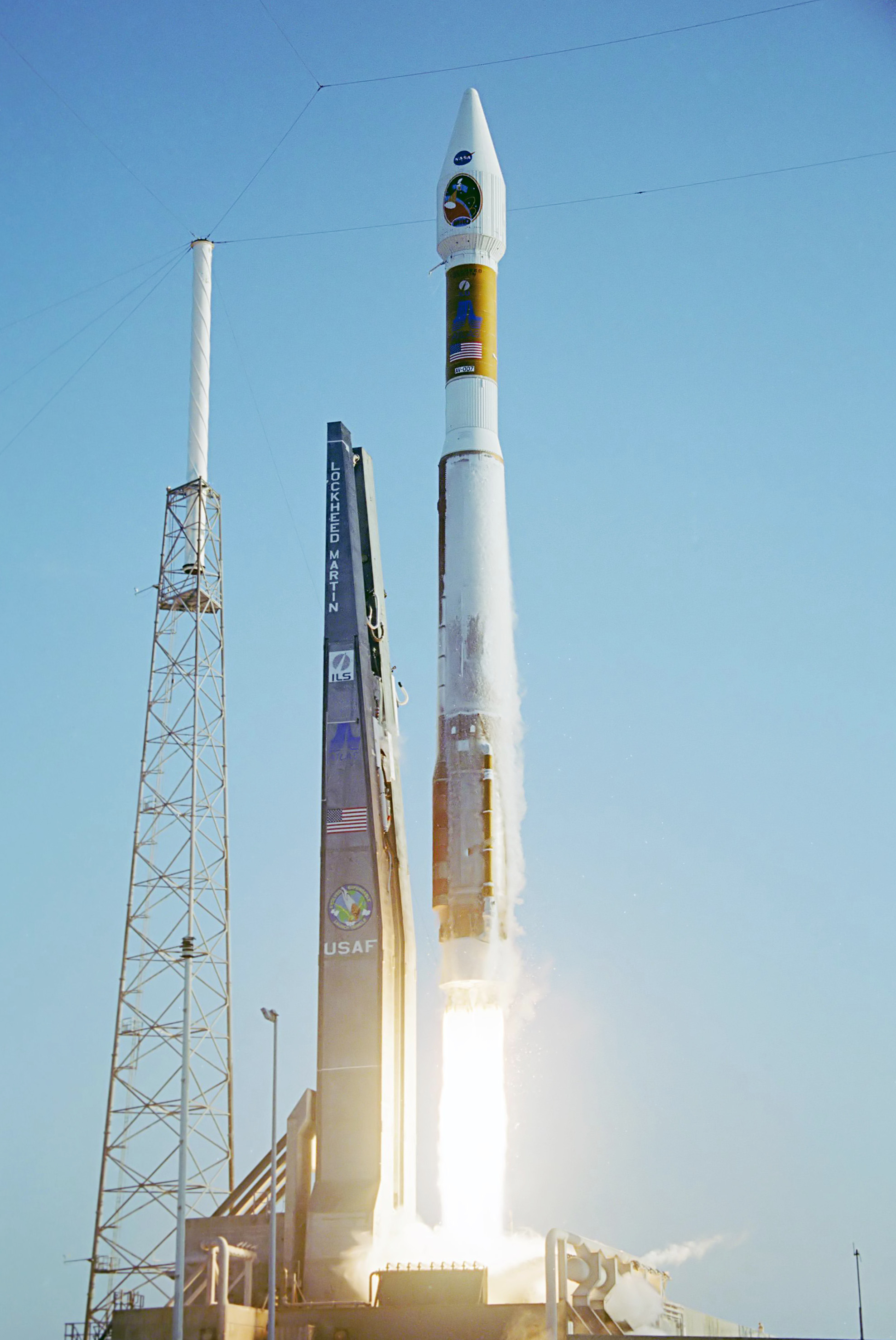
Start rakiety Atlas V 401 z sondą Mars Reconnaissance Orbiter na pokładzie (2005)

- 30 p.n.e. – Ostatnia królowa Egiptu z dynastii Ptolemeuszów Kleopatra VII popełniła samobójstwo.
- 1099 – I wyprawa krzyżowa: zwycięstwo krzyżowców w bitwie pod Askalonem.
- 1121 – Król Gruzji Dawid IV Budowniczy pokonał Turków seldżuckich w bitwie pod Didgori, zdobywając następnie Tbilisi, ostatnią turecką enklawę w Gruzji.
- 1164 – Walki Bizantyjczyków z muzułmanami: zwycięstwo władcy Syrii Nur ad-Dina w bitwie pod Harim.
- 1271 – Filip III Śmiały został koronowany na króla Francji.
- 1281 – Tajfun nazwany Kamikaze („boski wiatr”) zniszczył po raz drugi (poprzednio w 1274) flotę mongolską, która miała dokonać inwazji na Japonię. Na dno poszło prawdopodobnie 4 tys. okrętów, wraz z ok. 100 tys. żołnierzy.
- 1323 – Zawarto pokój w Nöteborgu pomiędzy Szwecją a Księstwem Nowogrodu.
- 1399 – (lub 16 sierpnia) Tatarzy pokonali w bitwie nad Worsklą wojska litewsko-ruskie pod wodzą księcia Witolda Kiejstutowicza.
- 1515 – Król Danii i Norwegii Chrystian II Oldenburg poślubił Izabelę Habsburżankę.
- 1530 – Papież Klemens VII bullą Ex Clementi  zatwierdził i obdarzył duchowymi przywilejami karmelitańskie Bractwo Szkaplerzne.
- 1676 – Upadło powstanie indiańskie (tzw. wojna króla Filipa) na południu Nowej Anglii.
- 1686 – Simon van der Stel odkrył kometę C/1686 R1.
- 1687 – V wojna austriacko-turecka: zwycięstwo wojsk austriackich w bitwie pod Nagyharsány.
- 1746 – Wojna o sukcesję austriacką: nierozstrzygnięta bitwa pod Rottofeddo między wojskami francusko-hiszpańskimi i austriackimi.
- 1812 – John Blenkinsop wprowadził do ruchu na linii kolejowej Middleton-Leeds pierwszą na świecie lokomotywę kolei zębatej.
- 1821 – Założono uniwersytet w Buenos Aires.
- 1833 – Chicago otrzymało prawa miejskie.
- 1845 – W Neapolu odbyła się premiera opery Alzira Giuseppe Verdiego.
- 1847 – Charles Rogier został premierem Belgii.
- 1851 – Nowojorski mechanik Isaac Singer opatentował maszynę do szycia z napędem pedałowym.
- 1860 – Otwarto linię kolejową Wiedeń-Salzburg-Monachium.
- 1861 – W Aleksocie i Poniemoiu (obecnie lewobrzeżne dzielnice Kowna) odbyła się manifestacja jedności Rzeczypospolitej Obojga Narodów, zorganizowana z okazji rocznicy unii w Krewie z 1385 roku oraz wykazania wobec władz carskich jedności podzielonych granicą polityczną wzdłuż Niemna i Bugu Królestwa Polskiego i ziem wcielonych bezpośrednio do Imperium Rosyjskiego (ziemie zabrane).
- 1870 – Wojna francusko-pruska: francuski parlament utworzył Gwardię Narodowa Terytorialną.
- 1877 – Amerykański astronom Asaph Hall odkrył Deimosa, mniejszego z dwóch księżyców Marsa.
- 1879 – W Cesarstwie Austriackim powstał drugi rząd Eduarda Taaffego.
- 1881 – Spłonął doszczętnie Teatr Narodowy w Pradze.
- 1883 – W ogrodzie zoologicznym w Amsterdamie padła ostatnia kwagga właściwa (podgatunek zebry).
- 1896:
  - W Kairze uruchomiono komunikację tramwajową.
  - Założono holenderski klub piłkarski Willem II Tilburg (jako Tilburgia).
- 1898:
  - USA zaanektowały Republikę Hawajską.
  - Zawarto pokój kończący wojnę amerykańsko-hiszpańską.
- 1904 – Niemiecki fizyk Ludwig Prandtl przedstawił publicznie podczas Międzynarodowego Kongresu Matematycznego w Heidelbergu koncepcję warstwy granicznej z zakresu mechaniki płynów.
- 1914 – I wojna światowa:
  - Niemiecki okręt podwodny SM U-13 zatonął po wejściu na minę koło wyspy Helgoland wraz z całą, 25-osobową załogą.
  - Wielka Brytania wypowiedziała wojnę Austro-Węgrom.
  - Zwycięstwo wojsk belgijskich nad niemieckimi w bitwie pod Haelen.
- 1915:
  - I wojna światowa: brytyjski bombowiec Short Type 184 przeprowadził pierwszy w historii atak torpedowy z powietrza, zatapiając turecki statek na Morzu Egejskim.
  - Philippe Sudré Dartiguenave został prezydentem Haiti.
- 1917 – I wojna światowa: niemiecki okręt podwodny SM U-44 został staranowany u wybrzeży Norwegii przez brytyjski niszczyciel HMS „Oracle”, w wyniku czego zginęła cała, 44-osobowa załoga.
- 1920 – Twórca pierwszej piramidy finansowej Włoch Charles Ponzi oddał się w Bostonie w ręce amerykańskich organów ścigania.
- 1923 – Otwarto Stadion Olimpijski w Kijowie.
- 1924 – W swym mieszkaniu w Los Angeles były zawodowy mistrz świata kategorii średniej i półciężkiej Kid McCoy zastrzelił swoją kochankę Teresę Mors.
- 1926 – 24 osoby zginęły, a 250 zostało rannych w wyniku eksplozji fabryki amunicji na wyspie rzecznej Czepel pod Budapesztem.
- 1928:
  - Odbył się pierwszy mityng lekkoatletyczny Weltklasse Zürich.
  - Zakończyły się IX Letnie Igrzyska Olimpijskie w Amsterdamie.
- 1932 – W Berlinie rozpoczęły się międzynarodowe zawody lotnicze Challenge 1932, w których zwyciężyli Franciszek Żwirko i Stanisław Wigura na samolocie RWD-6.
- 1938 – Otwarto Port lotniczy Lugano w Szwajcarii.
- 1939 – Premiera filmu Czarnoksiężnik z Oz w reżyserii Victora Fleminga.
- 1941 – Prezydium radzieckiej Rady Najwyższej wydało dekret o amnestii dla obywateli polskich więzionych w ZSRR.
- 1942 – Rozpoczęła się druga konferencja moskiewska z udziałem Józefa Stalina, Winstona Churchilla i ambasadora do specjalnych poruczeń Franklina Delano Roosevelta, Averella Harrimana.
- 1943 – W zasadzce partyzantów z organizacji Balli Kombëtar na niemiecki konwój koło wioski Kurtës w południowo-wschodniej Albanii zginęło 30-35 żołnierzy.
- 1944:
  - Front zachodni: rozpoczęła się bitwa pod Falaise.
  - Klątwa Kennedych: Joseph P. Kennedy Jr., najstarszy syn Josepha P. Kennedy’ego Sr. i Rose Kennedy oraz brat późniejszego prezydenta USA Johna F. Kennedy’ego, zginął w katastrofie lotniczej w trakcie służby wojskowej w Anglii.
  - Oddziały Waffen-SS dokonały masakry 560 mieszkańców (głównie kobiet i dzieci) wsi Sant’Anna di Stazzema we włoskiej Toskanii.
  - W pobliżu Seszeli brytyjska fregata HMS „Findhorn” i indyjski slup HMIS „Godavari” zatopiły bombami głębinowymi niemiecki okręt podwodny U-198(inne języki) wraz z całą, 66-osobową załogą.
- 1947 – Rozpoczęła się seryjna produkcja samochodu osobowego Renault 4CV.
- 1949 – Przyjęto 4 Konwencje genewskie o ochronie ofiar wojny.
- 1950 – Założono islandzki klub piłkarski Breiðablik UBK.
- 1952 – W ZSRR przeprowadzono egzekucje najwybitniejszych pisarzy tworzących w języku jidysz, oskarżonych o żydowski nacjonalizm.
- 1953:
  - 476 osób zginęło w trzęsieniu ziemi o sile 7,2 stopnia w skali Richtera na greckich wyspach Zakintos i Kefalonia.
  - ZSRR przeprowadził pierwszą próbną eksplozję bomby wodorowej.
- 1961 – Zawodowy zabójca i oficer KGB Bohdan Staszynski oddał się w Berlinie Zachodnim w ręce Amerykanów.
- 1962 – Rozpoczęła się trzydniowa misja statku Wostok 4 z pierwszym kosmonautą narodowości ukraińskiej Pawłem Popowiczem na pokładzie.
- 1967 – W Montrealu otwarto Bibliotekę Narodową Quebecu.
- 1970:
  - Należący do China Airlines samolot NAMC YS-11 rozbił się podczas podchodzenia do lądowania w Porcie lotniczym Tajpej-Songshan na Tajwanie, w wyniku czego zginęło 14 spośród 31 osób na pokładzie.
  - W Bostonie po raz ostatni wystąpiła na scenie Janis Joplin.
  - W Moskwie ZSRR i RFN zawarły układ o wzajemnych stosunkach.
  - Założono klub piłkarski Paris Saint-Germain.
- 1972 – Otwarto Arrowhead Stadium w Kansas City.
- 1975 – Nowozelandczyk John Walker ustanowił w Göteborgu rekord świata w biegu na milę (3:49,4).
- 1976:
  - Premiera pierwszego odcinka czechosłowackiego lalkowego serialu animowanego Sąsiedzi.
  - Libańska wojna domowa: chrześcijańskie milicje zdobyły i zniszczyły obóz dla uchodźców Tal al-Zaatar w Bejrucie.
- 1977 – Pierwszy samodzielny lot pierwszego (testowego) wahadłowca Enterprise. Wahadłowiec został wyniesiony na grzbiecie Boeinga 747, a następnie lotem ślizgowym wylądował w bazie Edwards w Kalifornii.
- 1978:
  - ChRL i Japonia podpisały w Pekinie traktat o pokoju i przyjaźni.
  - Z przylądka Canaveral na Florydzie wystrzelono amerykańsko-europejską sondę International Cometary Explorer.
- 1980 – Powołano Stowarzyszenie Integracji Latynoamerykańskiej (ALADI).
- 1981 – IBM wprowadził na rynek swój pierwszy model komputera osobistego.
- 1985 – W najtragiczniejszej w historii (pojedynczego samolotu) katastrofie Boeinga 747 linii Japan Airlines pod Tokio śmierć poniosło 520 osób.
- 1988 – Premiera filmu Ostatnie kuszenie Chrystusa w reżyserii Martina Scorsese.
- 1994 – Rozpoczął się festiwal Woodstock’94.
- 2000:
  - Na Morzu Barentsa zatonął po eksplozji torpedy rosyjski atomowy okręt podwodny „Kursk”, w wyniku czego zginęło wszystkich 118 członków załogi.
  - Ronald Venetiaan został prezydentem Surinamu.
- 2002 – W Moskwie odsłonięto Pomnik Załogi Podwodnego Krążownika Atomowego „Kursk”.
- 2004 – Urodził się 9-milionowy obywatel Szwecji.
- 2005:
  - Minister spraw zagranicznych Sri Lanki Lakshman Kadirgamar został śmiertelnie postrzelony w swym domu w Kolombo przez snajpera z ugrupowania Tamilskich Tygrysów.
  - Z przylądka Canaveral na Florydzie wystrzelono sondę Mars Reconnaissance Orbiter.
- 2008 – Wojna w Osetii Południowej: prezydenci Rosji Dmitrij Miedwiediew i sprawującej prezydencję UE Francji Nicolas Sarkozy uzgodnili 6-punktowy plan pokojowy.
- 2009 – Brytyjscy astronomowie z Keele University w Staffordshire poinformowali o odkryciu nietypowej planety pozasłonecznej WASP-17b.
- 2010 – Dési Bouterse został prezydentem Surinamu.
- 2012 – W Londynie zakończyły się XXX Letnie Igrzyska Olimpijskie.
- 2013 – 16 osób zginęło, a 35 zostało rannych w samobójczym zamachu bombowym na kawiarnię w mieście Balad w Iraku.
- 2014:
  - Konflikt na wschodniej Ukrainie: w nocy z 11 na 12 sierpnia z Naro-Fominska pod Moskwą wyruszył pierwszy tzw. „biały konwój” w skład którego wchodziło 280 przemalowanych na biało wojskowych ciężarówek, oficjalnie przewożących pomoc humanitarną dla ludności Donbasu.
  - Trzęsienie ziemi w Quito.
- 2015 – W serii eksplozji na terenie portu w chińskim Tiencinie zginęły 173 osoby, a 797 zostało rannych.
- 2018 – Z przylądka Canaveral na Florydzie wystrzelono sondę Parker Solar Probe.
- 2022:
  - Podczas spotkania z czytelnikami w mieście Chautauqua w stanie Nowy Jork brytyjski pisarz Salman Rushdie został zaatakowany nożem przez 24-letniego Hadiego Matara, zwolennika radykalnego ugrupowania Korpus Strażników Republiki Islamskiej.
  - W Cetynii w Czarnogórze 34-letni Vučko Borilović zastrzelił 10 osób i ranił 6 po czym sam został zastrzelony przez uzbrojonego mieszkańca.

## Urodzili się
- 1503 – Chrystian III Oldenburg, król Danii i Norwegii (zm. 1559)
- 1541 – Hipacy Pociej, polski działacz religijny, społeczny i polityczny, polemista religijny, kasztelan brzeski, prawosławny biskup włodzimierski i brzeski, następnie greckokatolicki metropolita halicki i kijowski, jeden z twórców Kościoła unickiego w I Rzeczypospolitej (zm. 1613)
- 1566 – Izabela Klara Eugenia Habsburg, infantka hiszpańska i portugalska, arcyksiężna austriacka, namiestniczka i współwładczyni Niderlandów Hiszpańskich (zm. 1633)
- 1589 – Domenico Fiasella, włoski malarz (zm. 1669)
- 1591 – Ludwika de Marillac, francuska zakonnica, święta (zm. 1660)
- 1604 – Iemitsu Tokugawa, japoński siogun (zm. 1651)
- 1626 – (data chrztu) Giovanni Legrenzi, włoski duchowny katolicki, kompozytor (zm. 1690)
- 1644 – Heinrich Ignaz Biber, austriacki kompozytor, skrzypek (zm. 1704)
- 1666:
  - Antonio Balestra, włoski malarz, grafik (zm. 1740)
  - Edward Farnese, następca tronu księstwa Parmy (zm. 1693)
- 1674 – Maria Grimaldi, księżna Monako (zm. 1724)
- 1696 – Maurice Greene, brytyjski kompozytor, organista (zm. 1755)
- 1715 – Pier Franco Grimaldi, doża Genui (zm. 1791)
- 1737 – Antoine Parmentier, francuski agronom, farmaceuta (zm. 1813)
- 1751:
  - John Proby, brytyjski arystokrata, dyplomata, polityk (zm. 1828)
  - Franciszek Ksawery Zboiński, polski szlachcic, polityk (zm. 1818)
- 1753:
  - Thomas Bewick, brytyjski ilustrator, drzeworytnik, ornitolog (zm. 1828)
  - Benjamin Edwards, amerykański polityk (zm. 1829)
- 1756 – Federico Carlos Gravina y Nápoli, hiszpański arystokrata, admirał, dyplomata (zm. 1806)
- 1762:
  - Jerzy IV, król Wielkiej Brytanii, Irlandii i Hanoweru (zm. 1830)
  - Christoph Wilhelm Hufeland, niemiecki lekarz (zm. 1836)
- 1774:
  - Jean François Boissonade de Fontarabie, francuski filolog klasyczny, hellenista (zm. 1857)
  - Robert Southey, brytyjski poeta (zm. 1843)
- 1779 – Jerzy Meklemburski, wielki książę Meklemburgii-Strelitz (zm. 1860)
- 1783 – Franciszek Lewiński, polski duchowny katolicki, biskup pomocniczy janowski (zm. 1854)
- 1793 – James Muspratt, brytyjski chemik (zm. 1886)
- 1800 – Jean-Jacques Ampère, francuski filolog, historyk, literat (zm. 1864)
- 1801 – Ugo Bassi, włoski duchowny katolicki, rewolucjonista (zm. 1849)
- 1816 – Ion Ghica, rumuński rewolucjonista, dyplomata, polityk, premier Rumunii (zm. 1897)
- 1831:
  - Helena Bławatska, rosyjska pisarka, medium, okultystka, teozofka (zm. 1891)
  - Helena Nassau, księżniczka Nassau Wielburg (zm. 1888)
- 1832 – Wilhelm Lubelski, polski psychiatra, działacz społeczny (zm. 1891)
- 1841 – Franz Schwechten, niemiecki architekt (zm. 1924)
- 1844 – Mahdi z Sudanu, arabski działacz religijny, przywódca powstania antybrytyjskiego (zm. 1885)
- 1848:
  - Marcellus Emants, holenderski pisarz (zm. 1923)
  - Friedrich Schultze, niemiecki neurolog (zm. 1934)
- 1849 – Abbott Handerson Thayer, amerykański malarz (zm. 1921)
- 1850 – Julian Talko-Hryncewicz polski lekarz, antropolog, etnograf, archeolog amator, badacz Syberii (zm. 1936)
- 1851 – Georg Brüning, niemiecki prawnik, polityk, burmistrz Bytomia (zm. 1932)
- 1852 – Michael J. McGivney, amerykański duchowny katolicki, błogosławiony (zm. 1890)
- 1853 – Stojan Zaimow, bułgarski pisarz, działacz niepodległościowy i społeczny (zm. 1932)
- 1856:
  - Eduardo Dato Iradier, hiszpański prawnik, polityk, premier Hiszpanii (zm. 1921)
  - Atanazy (Mironescu), rumuński biskup prawosławny (zm. 1931)
- 1857 – Hipolit Oleszyński, polski badacz Pisma Świętego (zm. 1930)
- 1860:
  - Bolesław Bejnar, polski generał brygady (zm. 1928)
  - Klara Hitler, Austriaczka, matka Adolfa (zm. 1907)
- 1865 – Josef Deitmer, niemiecki duchowny katolicki, biskup pomocniczy wrocławski (zm. 1929)
- 1866:
  - Jacinto Benavente, hiszpański dramaturg, eseista, poeta, laureat Nagrody Nobla (zm. 1954)
  - Bronisław Laskownicki, polski dziennikarz, wydawca, literat, tłumacz (zm. 1944)
  - Henrik Sillem, holenderski strzelec sportowy, prawnik, alpinista (zm. 1907)
- 1870 – Hubert Gough, brytyjski generał (zm. 1963)
- 1871 – Gustavs Zemgals, łotewski prawnik, dziennikarz, polityk, prezydent Łotwy (zm. 1939)
- 1873 – Waldemar Björkstén, fiński żeglarz sportowy (zm. 1933)
- 1875 – Mezio Agostini, włoski kompozytor (zm. 1944)
- 1876 – Mary Rinehart, amerykańska pisarka (zm. 1958)
- 1880 – Radclyffe Hall, brytyjska poetka, pisarka (zm. 1943)
- 1881:
  - Cecil B. DeMille, amerykański aktor, reżyser, producent i scenarzysta filmowy (zm. 1959)
  - Aleksandr Gierasimow, rosyjski malarz (zm. 1963)
- 1883:
  - Pauline Frederick, amerykańska aktorka (zm. 1938)
  - Ture Wersäll, szwedzki przeciągacz liny (zm. 1965)
- 1887:
  - Sid Kimpton, angielski piłkarz, trener (zm. 1968)
  - Erwin Schrödinger, austriacki fizyk teoretyk, laureat Nagrody Nobla (zm. 1961)
- 1889 – Luis Miguel Sánchez Cerro, peruwiański wojskowy, polityk, prezydent Peru (zm. 1933)
- 1890 – Janusz Dziewoński, polski aktor (zm. 1953)
- 1891 – Dimitrije Ljotić, serbski polityk (zm. 1945)
- 1892:
  - Mariano Arrate, hiszpański piłkarz (zm. 1963)
  - Alfred Lunt, amerykański aktor (zm. 1977)
- 1894:
  - Rajmund Bergel, polski poeta, dramaturg, krytyk literacki, kapitan piechoty (zm. 1937)
  - Albert Leo Schlageter, niemiecki bojówkarz (zm. 1923)
- 1897:
  - Łucja Charewiczowa, polska historyk (zm. 1943)
  - Helena Słoniewska, polska psycholog (zm. 1982)
  - Otto Struve, amerykański astronom pochodzenia rosyjsko-niemieckiego (zm. 1963)
- 1898 – Oscar Homolka, austriacki aktor (zm. 1978)
- 1899 – Peter Altmeier, niemiecki polityk (zm. 1977)
- 1902:
  - James Brooker, amerykański lekkoatleta, tyczkarz (zm. 1973)
  - Bronisław Budkiewicz, polski inżynier, działacz niepodległościowy, społeczny i spółdzielczy (zm. 1944)
  - Franz Etzel, niemiecki prawnik, polityk (zm. 1970)
  - Akiwa Gowrin, izraelski polityk (zm. 1980)
  - Antoni Kocjan, polski inżynier, konstruktor lotniczy, współpracownik wywiadu AK (zm. 1944)
- 1903:
  - Jan Augustyn, polski polityk, poseł na Sejm PRL (zm. 1973)
  - Charles Brommesson, szwedzki piłkarz (zm. 1978)
  - Tadeusz Pałucki, polski działacz socjalistyczny i samorządowy, prezydent Olsztyna (zm. 1974)
  - Pho Proeung, kambodżański polityk, premier Kambodży (zm. 1975)
  - Mario Nasalli Rocca di Corneliano, włoski kardynał (zm. 1988)
  - Voldemar Telling, estoński polityk komunistyczny (zm. 1969)
  - Richard Weiser, wschodnioniemiecki kierowca wyścigowy (zm. 1986)
- 1904:
  - Petro Kozłaniuk, ukraiński pisarz, krytyk literacki, polityk (zm. 1965)
  - Aleksy Romanow, wielki książę Rosji, następca tronu, święty prawosławny (zm. 1918)
  - Ken Watson, kanadyjski curler (zm. 1986)
- 1905:
  - Hans Urs von Balthasar, szwajcarski kardynał, teolog, Sługa Boży (zm. 1988)
  - Witold Grodzki, polski aktor (zm. 1965)
  - Emerich Vogl, rumuński piłkarz, trener pochodzenia niemieckiego (zm. 1971)
- 1906:
  - Erich Bachem, niemiecki inżynier (zm. 1960)
  - Maria Gawarecka, polska historyk, bibliotekarka, redaktorka (zm. 1986)
  - Harry Hopman, australijski tenisista (zm. 1985)
  - Mieczysław Leonard Olszewski, polski kapitan pilot (zm. 1939)
- 1907:
  - Noriko Awaya, japońska piosenkarka (zm. 1999)
  - Boy Charlton, australijski pływak (zm. 1975)
  - Benjamin Sheares, singapurski lekarz, polityk, prezydent Singapuru (zm. 1981)
  - Aleksandr Stolper, radziecki reżyser i scenarzysta filmowy (zm. 1979)
  - Miguel Torga, portugalski prozaik, poeta (zm. 1995)
  - Constantino Urbieta, paragwajski i argentyński piłkarz (zm. 1983)
- 1908:
  - Lesław Adam, polski prawnik, wykładowca akademicki (zm. 1979)
  - Vasile Deheleanu, rumuński piłkarz (zm. 2006)
  - Nina Makarowa, rosyjska kompozytorka, pianistka (zm. 1976)
  - Stanisław Nowogrodzki, polski historyk, mediewista (zm. 1942)
  - David Renton, brytyjski polityk (zm. 2007)
- 1909:
  - Grzegorz Dzierzgowski, polski major, oficer polityczny, działacz komunistyczny (zm. 1964)
  - Leon Pasternak, polski poeta, satyryk pochodzenia żydowskiego (zm. 1969)
  - Franz Alfred Six, niemiecki wysoki funkcjonariusz nazistowski, zbrodniarz wojenny (zm. 1975)
  - Kazimierz Żurowski, polski archeolog, wykładowca akademicki (zm. 1987)
- 1910:
  - Józef Bielawski, polski arabista, islamista, wykładowca akademicki (zm. 1997)
  - Ołeś Haj-Hołowko, ukraiński poeta, prozaik, polityk, działacz emigracyjny (zm. 2006)
  - Encik Yusof bin Ishak, singapurski dziennikarz, polityk, prezydent Singapuru (zm. 1970)
  - Gustav Lantschner, austriacki narciarz alpejski, aktor (zm. 2011)
  - Heinrich Sutermeister, szwajcarski kompozytor (zm. 1995)
  - Jane Wyatt, amerykańska aktorka (zm. 2006)
  - Aleksander Zienkiewicz, polski duchowny katolicki, duszpasterz akademicki, Sługa Boży (zm. 1995)
  - Lena Żelichowska, polska aktorka (zm. 1958)
- 1911:
  - Cantinflas, meksykański aktor (zm. 1993)
  - Hermann Schaper, niemiecki funkcjonariusz i zbrodniarz nazistowski (zm. 2002)
- 1912:
  - Bernhard Baier, niemiecki piłkarz wodny  (zm. 2003)
  - Samuel Fuller, amerykański pisarz, aktor, reżyser i scenarzysta filmowy (zm. 1997)
  - Louis Gérardin, francuski kolarz szosowy i torowy (zm. 1982)
  - Jussi Kurikkala, fiński biegacz narciarski (zm. 1951)
  - Anthony Lawrence, brytyjski korespondent wojenny (zm. 2013)
  - Ede Virág-Ébner, węgierski zapaśnik (zm. 1951)
- 1913:
  - Georg Bachmayer, niemiecki funkcjonariusz i zbrodniarz nazistowski (zm. 1945)
  - Jerzy Edigey, polski adwokat, pisarz pochodzenia tatarskiego (zm. 1983)
  - Narciso Jubany Arnau, hiszpański duchowny katolicki, arcybiskup metropolita Barcelony, kardynał (zm. 1996)
  - Aleksandr Kotow, rosyjski szachista (zm. 1981)
  - Zezé Procópio, brazylijski piłkarz (zm. 1980)
- 1914:
  - Tadeusz Cygler, polski aktor (zm. 1987)
  - William Glen, amerykański kardiochirurg (zm. 2003)
  - Aleksander Rejman, polski ogrodnik pomolog, wykładowca akademicki (zm. 2005)
- 1915 – Michael Kidd, amerykański choreograf (zm. 2007)
- 1916:
  - Ralph Nelson, amerykański reżyser filmowy (zm. 1987)
  - Mario Prassinos, francuski malarz, ilustrator (zm. 1985)
  - Antonina Wyrzykowska, polska działaczka społeczna, Sprawiedliwa wśród Narodów Świata (zm. 2011)
- 1917:
  - Adolf Burger, słowacki drukarz, więzień niemieckich obozów koncentracyjnych, autor wspomnień pochodzenia żydowskiego (zm. 2016)
  - Tichon Kisielow, białoruski i radziecki polityk (zm. 1983)
  - Marjorie Reynolds, amerykańska aktorka (zm. 1997)
- 1918:
  - Sid Bernstein, amerykański producent muzyczny (zm. 2013)
  - Guy Gibson, brytyjski pilot wojskowy (zm. 1944)
- 1919:
  - Wiesław Kielar, polski operator filmowy, pisarz (zm. 1990)
  - Henryk Klejne, polski kompozytor (zm. 1976)
- 1920:
  - Wilhelm Altvater, niemiecki polityk (zm. 2001)
  - Bogusława Czuprynówna, polska aktorka (zm. 2007)
  - Feliks Starzec, polski dziennikarz, działacz ludowy, polityk, poseł na Sejm PRL (zm. 1974)
  - Anna Sucheni-Grabowska, polska historyk, profesor nauk humanistycznych (zm. 2012)
- 1921:
  - Dave Fultz, amerykański meteorolog (zm. 2002)
  - Matt Gillies, szkocki piłkarz, trener (zm. 1998)
  - Abel Paz, hiszpański anarchista, historyk (zm. 2009)
  - Andries Teeuw, holenderski literaturoznawca, badacz literatury indonezyjskiej (zm. 2012)
- 1922:
  - Alojzy Bordino, włoski pielęgniarz, błogosławiony (zm. 1977)
  - Miloš Jakeš, czechosłowacki polityk komunistyczny (zm. 2020)
  - Leopold Unger, polski dziennikarz, publicysta, eseista pochodzenia żydowskiego (zm. 2011)
- 1923:
  - Anne Iversen, duńska lekkoatletka, skoczkini wzwyż (zm. 2015)
  - Gordon Samuels, australijski prawnik, polityk pochodzenia żydowskiego (zm. 2007)
- 1924:
  - Witold Mańczak, polski językoznawca, indoeuropeista (zm. 2016)
  - Juliusz Roland, polski aktor (zm. 1977)
  - Muhammad Zia ul-Haq, pakistański polityk, prezydent Pakistanu (zm. 1988)
- 1925:
  - Leopold Barschandt, austriacki piłkarz (zm. 2000)
  - Dale Bumpers, amerykański prawnik, polityk, senator (zm. 2016)
  - Vladimir Farkas, węgierski działacz komunistyczny (zm. 2002)
  - Norris McWhirter, brytyjski sportowiec, dziennikarz (zm. 2004)
  - Ross McWhirter, brytyjski sportowiec, dziennikarz (zm. 1975)
  - Thor Vilhjálmsson, islandzki pisarz (zm. 2011)
- 1926:
  - John Derek, amerykański aktor, reżyser filmowy (zm. 1998)
  - Ludwik Misiek, polski podpułkownik, pilot szybowcowy, inżynier (zm. 2018)
- 1927:
  - Roger Carel, francuski aktor (zm. 2020)
  - Bob Harrison, amerykański koszykarz, trener (zm. 2024)
  - Bobby Kirk, szkocki piłkarz (zm. 2010)
  - Porter Wayne Wagoner, amerykański piosenkarz country (zm. 2007)
- 1928 – Jiří Zahradník, czeski entomolog, fotograf, muzyk (zm. 2020)
- 1929:
  - John Bluthal, brytyjski aktor (zm. 2018)
  - Charles Moore, amerykański lekkoatleta, płotkarz (zm. 2020)
  - Buck Owens, amerykański gitarzysta, wokalista, członek zespołu The Buckaroos (zm. 2006)
  - Jōji Yuasa, japoński kompozytor (zm. 2024)
  - Zbigniew Zielonka, polski pisarz (zm. 2021)
- 1930:
  - Édison Campos Martins, brazylijski piłkarz (zm. 1991)
  - John G. Schmitz, amerykański polityk (zm. 2001)
  - George Soros, amerykański inwestor giełdowy pochodzenia węgiersko-żydowskiego
- 1931:
  - William Goldman, amerykański prozaik, dramaturg, scenarzysta filmowy (zm. 2018)
  - Jiří Stránský, czeski prozaik, dramaturg, tłumacz, dysydent, więzień polityczny (zm. 2019)
  - Thomas A. White, irlandzki duchowny katolicki, arcybiskup, nuncjusz apostolski (zm. 2017)
- 1932:
  - Sirikit Kitiyakara, królowa Tajlandii
  - Oskar Saier, niemiecki duchowny katolicki, arcybiskup Fryburga (zm. 2008)
  - Siergiej Słonimski, rosyjski kompozytor, pianista, muzykolog (zm. 2020)
- 1933:
  - Anita Gradin, szwedzka dziennikarka, polityk, dyplomatka, komisarz europejska (zm. 2022)
  - Janusz Magnuski, polski historyk, pisarz (zm. 1999)
  - Gurdev Singh, indyjski hokeista na trawie (zm. 2024)
- 1934:
  - Daniel Pilarczyk, amerykański duchowny katolicki pochodzenia polskiego, arcybiskup Cincinnati (zm. 2020)
  - Jerzy Szadkowski, polski specjalista w zakresie budowy i eksploatacji maszyn, wykładowca akademicki (zm. 2007)
- 1935:
  - John Cazale, amerykański aktor (zm. 1978)
  - Roman Darowski, polski duchowny katolicki, jezuita, filozof (zm. 2017)
  - Harry Kupfer, niemiecki reżyser operowy (zm. 2019)
  - John McCormack, amerykański duchowny katolicki, biskup Manchesteru (zm. 2021)
- 1936:
  - André Kolingba, środkowoafrykański polityk, prezydent Republiki Środkowoafrykańskiej (zm. 2010)
  - Rachid Mekloufi, algierski piłkarz, trener (zm. 2024)
  - Szymon (Romańczuk), polski duchowny prawosławny, arcybiskup łódzki i poznański (zm. 2017)
- 1937:
  - Herman De Croo, belgijski prawnik, polityk
  - Paweł Malaka, polski piłkarz ręczny (zm. 2022)
- 1938:
  - Emiliano Fabbricatore, włoski duchowny katolicki, opat terytorialny Santa Maria di Grottaferrata (zm. 2019)
  - Eugeniusz Szulborski, polski poeta, prozaik, satyryk (zm. 2011)
  - Helene Thurner, austriacka saneczkarka
- 1939:
  - Władysław Cywiński, polski taternik, przewodnik tatrzański, alpinista, inżynier elektronik (zm. 2013)
  - George Hamilton, amerykański aktor
  - Sushil Koirala, nepalski polityk, premier Nepalu (zm. 2016)
  - Étienne Mourrut, francuski polityk (zm. 2014)
  - Günther Pfaff, austriacki kajakarz (zm. 2020)
  - Pamela Ryan, australijska lekkoatletka
- 1940:
  - Tony Allen, nigeryjski perkusista, kompozytor (zm. 2020)
  - Fernando Cruz, portugalski piłkarz (zm. 2025)
- 1941:
  - Gerda Bryłka-Krajciczek, polska gimnastyczka
  - Réjean Ducharme, kanadyjski pisarz (zm. 2017)
  - Dimityr Jakimow, bułgarski piłkarz
  - Arsienij Najdionow, rosyjski piłkarz, trener (zm. 2010)
  - Bohdan Piasecki, polski uczeń, ofiara porwania i morderstwa (zm. 1957)
  - Pär Stenbäck, fiński polityk pochodzenia szwedzkiego
- 1942:
  - Jan Holub, czeski żużlowiec
  - Hans-Wilhelm Müller-Wohlfahrt, niemiecki lekarz sportowy
  - Bianca Pitzorno, włoska pisarka, tłumaczka
  - Martin Seligman, amerykański psycholog
- 1943:
  - Jeff Bleckner, amerykański reżyser filmowy
  - Frederick Drandua, ugandyjski duchowny katolicki, biskup Arua (zm. 2016)
  - Milan Nenadić, serbski zapaśnik (zm. 2024)
  - Zdzisław Reszelewski, polski poeta, krytyk literacki, tłumacz (zm. 1983)
- 1944:
  - Ludwik Lewin, polski dziennikarz, poeta (zm. 2022)
  - Francesco Morini, włoski piłkarz (zm. 2021)
  - Omar Pchakadze, ormiański kolarz torowy (zm. 1993)
- 1945:
  - Bernard Accoyer, francuski lekarz, polityk
  - Jan Flis, polski duchowny katolicki, teolog (zm. 2016)
  - Marian Kozerski, polski piłkarz
  - Jean Nouvel, francuski architekt
  - Fife Symington III, amerykański polityk
  - Witold Sitarz, polski ekonomista, menedżer, polityk, poseł na Sejm i senator RP
- 1946
  - Maria Elisabetta Alberti Casellati, włoska prawniczka i polityk, przewodnicząca Senatu
  - Henryk Rochnowski, polski geograf (zm. 2011)
- 1947:
  - William Hartston, brytyjski szachista
  - Amedeo Minghi, włoski piosenkarz
  - Gunnar Svedberg, szwedzki chemik
- 1948:
  - Sue Monk Kidd, amerykańska pisarka
  - Mizengo Pinda, tanzański polityk, premier Tanzanii
- 1949:
  - Fernando Collor de Mello, brazylijski polityk, prezydent Brazylii
  - Bożena Kizińska, polska nauczycielka, polityk, poseł na Sejm RP
  - Mark Knopfler, brytyjski gitarzysta, wokalista, kompozytor, członek zespołu Dire Straits
  - Lou Martin, brytyjski muzyk bluesowy (zm. 2012)
  - Aleksandra Naumik, polsko-norweska piosenkarka (zm. 2013)
  - Zbyněk Neuvirth, czeski hokeista, trener (zm. 2014)
  - Tadeusz Skobel, polski menedżer, urzędnik państwowy
  - Szczepan Skomra, polski działacz spółdzielczy, polityk, poseł na Sejm RP
  - Witold Szymański, polski generał brygady
  - Barbara Wysoczańska, polska florecistka
- 1950:
  - Jim Beaver, amerykański aktor, dramaturg, scenarzysta, historyk filmu
  - Iris Berben, niemiecka aktorka
  - Eliza Grochowiecka, polska piosenkarka
  - Jan Janowski, polski muzyk bluesowy, kompozytor, autor, plastyk, konserwator zabytków
  - Jerzy Konieczny, polski prawnik, polityk, szef UOP, minister spraw wewnętrznych (zm. 2020)
  - Ryszard Malec, polski koszykarz
  - George McGinnis, amerykański koszykarz (zm. 2023)
  - Medbh McGuckian, północnoirlandzka poetka
  - Pierre Ménat, francuski prawnik, politolog, dyplomata
  - Nijolė Sabaitė, litewska lekkoatletka, biegaczka średniodystansowa
  - Aleksandr Sidielnikow, rosyjski hokeista, bramkarz (zm. 2003)
- 1951:
  - Andrzej Blumenfeld, polski aktor (zm. 2017)
  - Jan Bobak, polski lutnik
  - Charles Brady, amerykański lekarz, komandor, astronauta (zm. 2006)
  - Stanisław Goldstein, polski matematyk
  - Giulio Leoni, włoski pisarz
  - Klaus Toppmöller, niemiecki piłkarz, trener
- 1952:
  - Ehud Ben-Towim, izraelski piłkarz
  - Chen Kaige, chińsko-amerykański reżyser filmowy
  - Max Takuira Mariu, nowozelandzki duchowny katolicki, biskup Hamilton (zm. 2005)
  - Tomasz Struk, polski grafik, malarz, autor instalacji (zm. 2004)
  - Patrick Sweeney, brytyjski wioślarz
  - Charlie Whiting, brytyjski inżynier, delegat techniczny Fédération Internationale de l’Automobile w Formule 1 (zm. 2019)
  - Sitaram Yechury, indyjski ekonomista, polityk (zm. 2024)
- 1953:
  - Carlos Mesa Gisbert, boliwijski dziennikarz, polityk, prezydent Boliwii
  - Charles Martin Wamika, ugandyjski duchowny katolicki, biskup Jinja
- 1954:
  - Ibolya Dávid, węgierska prawnik, polityk
  - Roberval Davino, brazylijski piłkarz, trener
  - François Hollande, francuski polityk, prezydent Francji
  - Sam J. Jones, amerykański aktor, model, producent filmowy
  - Leung Chun Ying, hongkoński polityk
  - Jorge Martins, portugalski piłkarz, bramkarz
  - Pat Metheny, amerykański gitarzysta jazzowy, kompozytor
- 1955:
  - Maria Jabłońska, polska lekkoatletka, oszczepniczka
  - Carsten Nielsen, duński piłkarz
  - Ossie Ocasio, portorykański bokser
  - Lisa Rohde, amerykańska wioślarka
  - Dietmar Schauerhammer, niemiecki bobsleista
  - Heintje Simons, holenderski piosenkarz, aktor
  - Milena Vicenová, czeska lekarka weterynarii, polityk, dyplomatka
  - Lilana Wasewa, bułgarska wioślarka
- 1956:
  - Artur Barciś, polski aktor
  - Bruce Greenwood, kanadyjski aktor
  - Grażyna Jarząb, polska lekkoatletka, skoczkini w dal i wzwyż
  - Janet Patterson, australijska kostiumograf filmowa (zm. 2016)
  - Mikałaj Statkiewicz, białoruski polityk opozycyjny
- 1957:
  - Isaac de Bankolé, francusko-amerykański aktor pochodzenia iworyjskiego
  - Ignatius Chama, zambijski duchowny katolicki, arcybiskup Kasamy
  - Anatol Jurewicz, białoruski trener piłkarski
  - Stanisław Lamczyk, polski przedsiębiorca, polityk, poseł na Sejm RP
  - Ulrich Neymeyr, niemiecki duchowny katolicki, biskup Erfurtu
- 1958:
  - Takanori Jinnai, japoński aktor, reżyser filmowy, piosenkarz
  - Mirosław Lenk, polski samorządowiec, prezydent Raciborza
- 1959:
  - Martin Bursík, czeski polityk
  - Mike Hopkins, nowozelandzki montażysta dźwięku (zm. 2012)
  - Leszek Iwanicki, polski piłkarz
  - Marian Kolasa, polski lekkoatleta, tyczkarz
  - Jerzy Kornowicz, polski kompozytor
  - Aldona Mickiewicz, polska malarka
  - Praveen Thipsay, indyjski szachista
  - Lynette Woodard, amerykańska koszykarka
- 1960:
  - Laurent Fignon, francuski kolarz szosowy (zm. 2010)
  - Tor Arne Granerud, norweski piłkarz, trener
- 1961:
  - Violeta Bermúdez, peruwiańska polityk, premier Peru
  - Kristin Krohn Devold, norweska polityk
  - Dieter Landuris, niemiecki aktor
  - Bolesław Pawica, polski reżyser filmowy, twórca teledysków
  - Tetiana Samolenko, ukraińska lekkoatletka, biegaczka długodystansowa
- 1962:
  - Ivica Maksimović, serbski wokalista i gitarzysta rockowy, aktor (zm. 2019)
  - Shigetatsu Matsunaga, japoński piłkarz, bramkarz
- 1963:
  - Robert Makłowicz, polski dziennikarz, krytyk kulinarny, pisarz, publicysta
  - Sir Mix-a-Lot, amerykański raper, autor tekstów, producent muzyczny
  - Rudi Smidts, belgijski piłkarz
  - Krzysztof Wętkowski, polski duchowny katolicki, biskup włocławski
  - Alicja Wilczyńska, polska strzelczyni sportowa
- 1964:
  - Jarosław Bako, polski piłkarz, bramkarz
  - Aitor Beguiristáin, hiszpański piłkarz, działacz piłkarski narodowości baskijskiej
  - Katherine Boo, amerykańska dziennikarka, pisarka
  - Hakim Fuzajlow, tadżycki piłkarz, trener
  - Gocza Gogricziani, gruziński piłkarz, trener
  - Andrij Klujew, ukraiński inżynier górnictwa, polityk
  - Andrzej Kołakowski, polski pieśniarz, poeta, pedagog, publicysta
- 1965:
  - Aleksandr Klimow, rosyjski łyżwiarz szybki
  - Peter Krause, amerykański aktor
- 1966:
  - Rogério Dezorzi, brazylijski bokser
  - Tobias Ellwood, brytyjski polityk pochodzenia amerykańskiego
  - Brian Evenson, amerykański naukowiec, pisarz
  - Gordy Morgan, amerykański zapaśnik
  - Oleg Putilenko, rosyjski hokeista
  - Daniel Simmes, niemiecki piłkarz
- 1967:
  - Françoise Burdet, szwajcarska bobsleistka
  - El Arbi Hababi, marokański piłkarz
  - Joanna Hofman, polska aktorka, dyplomatka
  - Emił Kostadinow, bułgarski piłkarz, działacz piłkarski
  - Connie Mack IV, amerykański polityk
  - Mike Verstraeten, belgijski piłkarz
- 1968:
  - Wiktar Karaczun, białoruski hokeista (zm. 2004)
  - Elin Nilsen, norweska biegaczka narciarska
  - Kumiko Takeda, japońska aktorka, modelka
  - Paul F. Tompkins, amerykański aktor, komik
- 1969:
  - José Ignacio Hernández, hiszpański trener koszykówki
  - Ri Hak-son, północnokoreański zapaśnik
  - Tanita Tikaram, brytyjska piosenkarka
- 1970:
  - Darko Butorović, chorwacki piłkarz
  - Hussein Chalayan, brytyjski projektant mody pochodzenia tureckiego
  - Frank Deville, luksemburski piłkarz
  - Aleksandar Đurić, bośniacko-singapurski piłkarz
  - Alison Inverarity, australijska lekkoatletka, skoczkini wzwyż
  - Stig Kristiansen, norweski kolarz szosowy
  - Krzysztof Kuchciak, polski futsalista, piłkarz plażowy
  - Charles Mesure, australijsko-brytyjski aktor
  - Kristopher Schau, norweski muzyk, konferansjer, showman, satyryk
  - Anthony Swofford, amerykański kapral, pisarz
  - Oleg Tieriochin, rosyjski piłkarz, trener
- 1971:
  - Switłana Bondarenko, ukraińska pływaczka
  - Roland Dembończyk, polski trener siatkówki
  - Rebecca Gayheart, amerykańska aktorka
  - Pete Sampras, amerykański tenisista
  - Michał Skarżyński, polski reżyser dźwięku, kompozytor
  - Mihailo Uvalin, serbski trener koszykarski
  - Marcelo Vega, chilijski piłkarz
- 1972:
  - Rafał Borutko, polski polityk, samorządowiec, urzędnik państwowy
  - Mark Davis, angielski snookerzysta
  - Mark Kinsella, irlandzki piłkarz
  - Wojciech Wilk, polski samorządowiec, polityk, poseł na Sejm RP
- 1973:
  - Joseba Beloki, baskijski kolarz szosowy
  - Latasha Byears, amerykańska koszykarka
  - Muktada as-Sadr, iracki przywódca szyicki, polityk
  - Krystyna Wasiuk, polska piłkarka ręczna
  - Mark Zabel, niemiecki kajakarz
- 1974:
  - Joel Brutus, haitański judoka
  - Mirko Conte, włoski piłkarz
  - Affion Crockett, amerykański komik, aktor, scenarzysta, tancerz, raper, producent muzyczny
  - Bronisław Foltyn, polski przedsiębiorca, polityk, poseł na Sejm RP
  - Andrej Danko, słowacki prawnik, polityk, przewodniczący Rady Narodowej
  - Loïc Lagadec, francuski duchowny katolicki, biskup Lyonu
  - Wendy Palmer, amerykańska koszykarka
  - Przemysław Wiszewski, polski historyk, wykładowca akademicki
  - Kinga Zielińska, polska językoznawczyni, wykładowczyni akademicka
- 1975:
  - Casey Affleck, amerykański aktor
  - Aleksandr Awdiejew, rosyjski polityk
  - Steven Elm, kanadyjski łyżwiarz szybki
  - Paloma García Ovejero, hiszpańska dziennikarka
  - Tomasz Majtczak, polski językoznawca, japonista i turkolog, wykładowca akademicki
  - Micheil Pocchweria, gruziński piłkarz
  - Tomasz Puzon, polski karateka
  - Piotr Rembas, polski żużlowiec
- 1976:
  - Bartosz Cichocki, polski historyk, urzędnik państwowy, dyplomata
  - Lily Lazer, fiński gitarzysta, członek zespołu HIM
  - Greg Marcks, amerykański reżyser filmowy
  - Antoine Walker, amerykański koszykarz
  - Marlena Wawrzyniak, polska armwrestlerka
  - Iwona Zygmunt, polska wioślarka
- 1977:
  - Jesper Grønkjær, duński piłkarz
  - Artur Kempa, polski muzyk, kompozytor, wokalista, członek zespołów: Neolithic, Soulburners, Black River, The Stray, Wrinkled Fred i Hołdys Kosmos
  - Iva Majoli, chorwacka tenisistka
  - Łukasz Mikołajczyk, polski nauczyciel, polityk, senator RP, wojewoda wielkopolski
  - Bartłomiej Wróbel, polski hokeista, trener
- 1978:
  - Shiho Nakashima, japońska snowboardzistka
  - Katarzyna Piasecka, polska artystka kabaretowa, aktorka, konferansjerka, autorka tekstów
- 1979:
  - Zlatan Bajramović, bośniacki piłkarz
  - Cindy Klassen, kanadyjska łyżwiarka szybka
  - Austra Skujytė, litewska lekkoatletka, wieloboistka
- 1980:
  - Zachari Bacharow, bułgarski aktor
  - Ernesto Javier Chevantón, urugwajski piłkarz
  - Madeleine Gustafsson, szwedzka piłkarka ręczna, bramkarka
  - Dimitrije Injac, serbski piłkarz
  - Maggie Lawson, amerykańska aktorka
  - Gareth MacHale, irlandzki kierowca rajdowy
  - Rafael Redwitz, francuski siatkarz pochodzenia brazylijskiego
  - Dominique Swain, amerykańska aktorka
  - Katarzyna Szotyńska, polska żeglarka sportowa
  - Matthew Thiessen, kanadyjsko-amerykański muzyk, wokalista, autor tekstów, członek zespołu Relient K
  - Barbara Wójcicka, polska judoczka
- 1981:
  - Tony Capaldi, północnoirlandzki piłkarz pochodzenia włoskiego
  - Djibril Cissé, francuski piłkarz pochodzenia iworyjskiego
  - Jung Dae-young, południowokoreańska siatkarka
  - Gatis Kalniņš, łotewski piłkarz
  - Jacek Kowalczyk, polski piłkarz
  - Paweł Mucha, polski prawnik, urzędnik państwowy
  - Romanus Orjinta, nigeryjski piłkarz (zm. 2014)
  - Riin Tamm, estońska biolog molekularna, genetyk
- 1982:
  - María José Martínez Sánchez, hiszpańska tenisistka
  - Joselito Vaca, boliwijski piłkarz
  - Even Wetten, norweski łyżwiarz szybki
  - Robert Wolski, polski lekkoatleta, skoczek wzwyż
- 1983:
  - Artur Gotz, polski aktor, wokalista
  - Klaas-Jan Huntelaar, holenderski piłkarz
  - Anete Jēkabsone, łotewska koszykarka
  - Jiří Novotný, czeski hokeista
  - Jakub Żulczyk, polski pisarz, dziennikarz
- 1984:
  - Vani Gjuzi, albański piosenkarz
  - Filipe Gonçalves, portugalski piłkarz
  - Łukasz Jurkojć, polski siatkarz
  - Marcelo Labarthe, brazylijski siatkarz
  - Sherone Simpson, jamajska lekkoatletka, sprinterka
- 1985:
  - Alexis Copello, kubański lekkoatleta, trójskoczek
  - Caterina Fanzini, włoska siatkarka
  - Urs Huber, szwajcarski kolarz górski
  - Osmany Juantorena, kubańsko-włoski siatkarz
  - Michał Sztybel, polski polityk, samorządowiec, wiceprezydent Bydgoszczy, wojewoda kujawsko-pomorski
  - Kyle Quincey, kanadyjski hokeista
- 1986:
  - Alessandra Amoroso, włoska wokalistka
  - Fabio Francolini, włoski łyżwiarz szybki
  - Maryna Markiewicz, białoruska zapaśniczka
  - Brad Martin, kanadyjski snowboardzista
- 1987:
  - Yves Diba Ilunga, kongijski piłkarz
  - Elijah Millsap, amerykański koszykarz pochodzenia meksykańskiego
  - Sigurbergur Sveinsson, islandzki piłkarz ręczny
  - Patrycja Wiśniewska, polska piłkarka
- 1988:
  - Maria Suelen Altheman, brazylijska judoczka
  - Radosław Dimitrow, bułgarski piłkarz
  - Tyson Fury, brytyjski bokser
  - Justin Gaston, amerykański aktor, model, piosenkarz
  - Tejay van Garderen, amerykański kolarz szosowy
  - Rami Gerszon, izraelski piłkarz
  - Lazarus Kaimbi, namibijski piłkarz
  - Leah Pipes, amerykańska aktorka
- 1989:
  - Silvia Araco, hiszpańska siatkarka
  - Tom Cleverley, angielski piłkarz
  - Dewayne Dedmon, amerykański koszykarz
  - Mariana Duque Mariño, kolumbijska tenisistka
  - Charlène Guignard, francusko-włoska łyżwiarka figurowa
  - Hong Jeong-ho, południowokoreański piłkarz
  - Geoffrey Mujangi Bia, belgijski piłkarz pochodzenia kongijskiego
  - Floribert Ndayisaba, burundyjski piłkarz
- 1990:
  - Mario Balotelli, włoski piłkarz pochodzenia ghańskiego
  - Wissam Ben Yedder, francuski piłkarz pochodzenia tunezyjskiego
  - Iljas Biekbułatow, rosyjski zapaśnik
  - Marvin Zeegelaar, holenderski piłkarz
- 1991:
  - Gáspár Csere, węgierski lekkoatleta, długodystansowiec
  - Moreno De Pauw, belgijski kolarz szosowy i torowy
  - Emil Iversen, norweski biegacz narciarski
  - Mads Mensah Larsen, duński piłkarz ręczny pochodzenia ghańskiego
  - Khris Middleton, amerykański koszykarz
  - Lamar Patterson, amerykański koszykarz
  - Lakeith Stanfield, amerykański aktor, muzyk
- 1992:
  - Cara Delevingne, brytyjska modelka, aktorka
  - Tamaryn Hendler, belgijska tenisistka
  - Paulina Kuras, polska koszykarka
  - Samantha Marshall, australijska pływaczka
- 1993:
  - Jekatierina Fiedorienkowa, rosyjska koszykarka
  - Julen Amezqueta, hiszpański kolarz szosowy
  - Filipe Augusto, brazylijski piłkarz
  - Hattaya Bamrungsuk, tajska siatkarka
  - Ewa Farna, czesko-polska piosenkarka, autorka tekstów, kompozytorka
  - Mateusz Kieliszkowski, polski strongman
  - Alexander Megos, niemiecki wspinacz sportowy
  - Martin Nörl, niemiecki snowboardzista
  - Nathaniel Lammons, amerykański tenisista
  - Hannah Quinlivan, tajwańsko-australijska aktorka, modelka
  - Jurja Vlašić, chorwacka siatkarka
- 1994:
  - Kristis Andreu, cypryjski piłkarz
  - Lukas Artimavičius, litewski piłkarz
  - Karolina Bruchnicka, polska aktorka
  - Thomas Jordier, francuski lekkoatleta, sprinter
  - Kristoffer Hansen, norweski piłkarz
  - Cristian Ramírez, ekwadorski piłkarz
- 1995:
  - Martha Bayona, kolumbijska kolarka torowa
  - Andy Cruz, kubański bokser
  - Dominik Czaja, polski wioślarz
  - Margherita Panziera, włoska pływaczka
  - Alexander Succar, peruwiański piłkarz
- 1996:
  - Moritz Karlitzek, niemiecki siatkarz
  - Arthur Melo, brazylijski piłkarz
  - Qian Haitao, chiński zapaśnik
  - Torri Webster, amerykańska aktorka, tancerka
- 1997:
  - Steve Ambri, piłkarz z Gwinei Bissau
  - Taiwo Awoniyi, nigeryjski piłkarz
  - Darnell Edge, amerykański koszykarz
  - Matias Belli Moldskred, nikaraguański piłkarz pochodzenia norweskiego
  - Zuzanna Puc, polska koszykarka
  - Olivia Trappeniers, flamandzka piosenkarka, kompozytorka, autorka tekstów
  - Zachar Wołkau, białoruski piłkarz
- 1998:
  - Auston Trusty, amerykański piłkarz
  - Stefanos Tsitsipas, grecki tenisista
- 1999:
  - Matthijs de Ligt, holenderski piłkarz
  - Jule Niemeier, niemiecka tenisistka
  - Sylvia Nwakalor, włoska siatkarka pochodzenia nigeryjskiego
  - Rodrigo Zalazar, urugwajski piłkarz
- 2001:
  - Dixie D’Amelio, amerykańska osobowość internetowa, influencerka, piosenkarka pochodzenia włoskiego
  - Lisa Eder, austriacka skoczkini narciarska
  - Sajf ad-Din Szukri Muhammad Mahmud, egipski zapaśnik
  - Wasyl Sowa, ukraiński zapaśnik
  - Oskar Sewerzyński, polski piłkarz
- 2002 – Bardija Saadat, irański siatkarz
- 2003:
  - Gabriel Emmanuel, holenderski lekkoatleta, wieloboista
  - Mateo Tanlongo, argentyński piłkarz

## Zmarli
- 30 p.n.e. – Kleopatra VII, królowa Egiptu (ur. 69 p.n.e.)
- 304 – Eupliusz z Katanii, archidiakon, męczennik, święty katolicki i prawosławny (ur. ?)
- 791 – Jaenbert, arcybiskup Canterbury, święty (ur. ?)
- 875 – Ludwik II, król Dolnej Burgundii, cesarz rzymsko-niemiecki (ur. ok. 825)
- 1204 – Bertold IV, książę Andechs i Meranii (ur. ?)
- 1222 – Władysław III Henryk, książę Czech (ur. ok. 1160)
- 1263 – Mendog, król Litwy (ur. ok. 1203)
- 1295 – Karol Martel Andegaweński, książę Neapolu, tytularny król Węgier (ur. 1271)
- 1319 – Rudolf I Wittelsbach, książę Górnej Bawarii, hrabia Palatynatu (ur. 1274)
- 1424 – Yongle, cesarz Chin (ur. 1360)
- 1436 – Jan Rzeszowski, polski duchowny katolicki, arcybiskup metropolita halicki i lwowski (ur. ?)
- 1469:
  - John Woodville, angielski arystokrata (ur. ok. 1445)
  - Richard Woodville, angielski arystokrata (ur. 1405)
- 1474 – Řehoř Krajčí, czeski pisarz husycki, kaznodzieja, reformator religijny (ur. ok. 1420)
- 1484 – Sykstus IV, papież (ur. 1414)
- 1503 – Anna Jagiellonka, królewna polska, księżniczka litewska, księżna pomorska (ur. 1476)
- 1546 – Francisco de Vitoria, hiszpański dominikanin, teolog, prawnik, filozof (ur. 1483–86)
- 1560 – Diomede Carafa, włoski duchowny katolicki, biskup Ariano, kardynał (ur. 1492)
- 1588 – Alfonso Ferrabosco (starszy), włoski kompozytor (ur. 1514)
- 1604 – Jan I Wittelsbach, hrabia palatyn i książę Palatynatu-Zweibrücken (ur. 1550)
- 1612 – Giovanni Gabrieli, włoski kompozytor, organista (ur. 1555)
- 1623 – Antonio Priuli, doża Wenecji (ur. 1548)
- 1633 – Jacopo Peri, włoski kompozytor (ur. 1561)
- 1638 – Johannes Althusius, niemiecki prawnik (ur. 1557)
- 1647 – Matthew Hopkins, angielski łowca czarownic (ur. ok. 1620)
- 1667 – Cornelis van Poelenburgh, holenderski malarz (ur. 1594)
- 1669:
  - Ludwik II Burbon, książę Vendôme (ur. 1612)
  - Karol Fredro, polski szlachcic, polityk (ur. ok. 1618)
- 1674 – Philippe de Champaigne, francuski malarz (ur. 1602)
- 1676:
  - Gabriel Krasiński, polski szlachcic, wojskowy, polityk (ur. ok. 1599)
  - Metacomet, wódz indiański (ur. ok. 1638)
- 1679:
  - Karol Meehan, irlandzki męczennik, błogosławiony (ur. po 1639)
  - Marie de Rohan, francuska arystokratka, awanturnica (ur. 1600)
- 1689 – Innocenty XI, papież, błogosławiony (ur. 1611)
- 1701 – Walerian Naramowski, polski szlachcic, polityk (ur. 1662)
- 1722 – Giovanni Cornaro, doża Wenecji (ur. 1647)
- 1726 – Antonio Palomino, hiszpański malarz, teoretyk malarstwa (ur. 1655)
- 1730 – Benedykta Wittelsbach, księżna Brunszwiku-Lüneburga (ur. 1652)
- 1750 – Rachel Ruysch, holenderska malarka (ur. 1664)
- 1757 – Stanisław Konarski, polski szlachcic, polityk (ur. ?)
- 1759 – Georg Ludwig von Puttkamer, pruski generał (ur. 1715)
- 1776 – Benedetto Veterani, włoski kardynał (ur. 1703)
- 1788 – Tadeusz Billewicz, polski szlachcic, polityk, uczestnik konfederacji barskiej (ur. ?)
- 1802 – Hyacinthe Sigismond Gerdil, sabaudzki kardynał (ur. 1718)
- 1803 – Ignazio Busca, włoski kardynał (ur. 1731)
- 1805 – (data pogrzebu) Ann Griffiths, walijska poetka (ur. 1776)
- 1811 – John Acton, brytyjski arystokrata, dowódca wojskowy i polityk w służbie neapolitańskiej (ur. 1736)
- 1813 – Samuel Osgood, amerykański polityk (ur. 1748)
- 1818 – Nikołaj Nowikow, rosyjski pisarz (ur. 1744)
- 1822 – Robert Stewart, brytyjski arystokrata, polityk (ur. 1769)
- 1827 – William Blake, brytyjski poeta, malarz, rysownik, rytownik, mistyk (ur. 1757)
- 1828 – Arina Jakowlewa, rosyjska chłopka pańszczyźniana, niania Aleksandra Puszkina (ur. 1758)
- 1835 – Joseph Schuberth, niemiecki duchowny katolicki, biskup pomocniczy wrocławski (ur. 1779)
- 1838:
  - Jakub Đỗ Mai Năm, wietnamski duchowny katolicki, męczennik, święty (ur. ok. 1781)
  - Antoni Nguyễn Đích, wietnamski męczennik i święty katolicki (ur. ok. 1769)
  - Michał Nguyễn Huy Mỹ, wietnamski męczennik i święty katolicki (ur. ok. 1804)
- 1844 – Karol Tangermann, polski polityk pochodzenia niemieckiego, burmistrz i prezydent Łodzi (ur. 1799)
- 1848 – George Stephenson, brytyjski inżynier, konstruktor lokomotywy parowej (ur. 1781)
- 1849 – Albert Gallatin, amerykański polityk, finansista pochodzenia szwajcarskiego (ur. 1761)
- 1856 – Giovanni Soglia Ceroni, włoski kardynał (ur. 1779)
- 1861 – Eliphalet Remington, amerykański wynalazca, przemysłowiec, producent broni (ur. 1793)
- 1865 – William Jackson Hooker, brytyjski botanik (ur. 1785)
- 1869 – Kajetan Morozewicz, polski prawnik, ekonomista, uczestnik powstania listopadowego (ur. 1792)
- 1879 – Walenty Baranowski, polski duchowny katolicki, biskup lubelski (ur. 1805)
- 1885 – Helen Jackson, amerykańska pisarka (ur. 1830)
- 1886 – Carl Plötz, niemiecki entomolog (ur. 1814)
- 1887 – Otto Lesser, niemiecki astronom (ur. 1830)
- 1891:
  - Dionizy V, grecki biskup prawosławny, patriarcha Konstantynopola (ur. 1820)
  - James Russell Lowell, amerykański prozaik, poeta (ur. 1819)
- 1895 – Jan Edward Karoli, polski aptekarz, właściciel zakładu fotograficznego (ur. 1806)
- 1897 – Enrico Morozzo Della Rocca, włoski generał (ur. 1807)
- 1900:
  - James Edward Keeler, amerykański astronom (ur. 1857)
  - Józef Mielżyński, polski ziemianin, działacz społeczny, polityk (ur. 1824)
  - Wilhelm Steinitz, austriacki szachista (ur. 1836)
- 1901 – Adolf Erik Nordenskiöld, szwedzki geolog, mineralog, polarnik (ur. 1832)
- 1904:
  - Franciszek Leszczyński, polski kupiec, oficer, uczestnik powstania styczniowego (ur. 1841)
  - William Renshaw, brytyjski tenisista (ur. 1861)
  - Otto Steffens, niemiecki prawnik, przedsiębiorca, polityk (ur. 1826)
- 1906 – Roman Vetulani, polski nauczyciel gimnazjalny (ur. 1849)
- 1907 – Leon Biedroński, polski malarz (ur. 1837)
- 1910 – Edmund Darch Lewis, amerykański malarz (ur. 1835)
- 1911 – Jozef Israëls, holenderski malarz, grafik pochodzenia żydowskiego (ur. 1824)
- 1912 – Leonid Kamarowski, rosyjski prawnik, wykładowca akademicki (ur. 1846)
- 1913 – Teofil Waligórski, polski dziennikarz, publicysta polityczny, urzędnik, polityk (ur. 1859)
- 1914 – John Philip Holland, irlandzki konstruktor, wynalazca (ur. 1840)
- 1915:
  - Max Rothmann, niemiecki fizjolog, neurolog, neuroanatom, wykładowca akademicki pochodzenia żydowskiego (ur. 1868)
  - Edward Williams, brytyjski wioślarz, porucznik (ur. 1888)
- 1917 – Pierre Gellé, francuski pływak, piłkarz wodny (ur. 1878)
- 1918:
  - Anna Held, amerykańska aktorka, piosenkarka pochodzenia polskiego (ur. 1872)
  - Ivan Hind, południowoafrykański pilot wojskowy, as myśliwski (ur. ?)
- 1920:
  - Władysław Ciechoński, polski podchorąży obserwator (ur. 1898)
  - Louisa Lawson, australijska poetka, publicystyka, sufrażystka (ur. 1848)
  - Hermann von Struve, rosyjsko-niemiecki astronom (ur. 1854)
  - Walter Winans, amerykański malarz, rzeźbiarz, strzelec sportowy (ur. 1852)
- 1921 – Piotr Boborykin, rosyjski prozaik, dramaturg, dziennikarz, krytyk i historyk literatury (ur. 1836)
- 1922 – Arthur Griffith, irlandzki polityk, premier Republiki Irlandzkiej i prezydent Wolnego Państwa Irlandzkiego (ur. 1872)
- 1923 – Antoni Jurasz, polski otolaryngolog, wykładowca akademicki (ur. 1847)
- 1924:
  - Sándor Bródy, węgierski pisarz, dziennikarz pochodzenia żydowskiego (ur. 1863)
  - Stanisław Dębicki, polski malarz, ilustrator (ur. 1866)
  - Max Sander, niemiecki historyk-regionalista, pedagog (ur. 1853)
- 1925:
  - Leon Dehon, francuski duchowny katolicki, założyciel Zgromadzenia Księży Najświętszego Serca Jezusowego, działacz społeczny, czcigodny Sługa Boży (ur. 1843)
  - Wołodymyr Samijłenko, ukraiński poeta, tłumacz (ur. 1864)
- 1926:
  - Carlos Brown, argentyński piłkarz pochodzenia szkockiego (ur. 1882)
  - Emilie Hopmann, niemiecka działaczka katolicka (ur. 1845)
  - Petras Vileišis, litewski inżynier, mecenas, działacz społeczny i polityczny (ur. 1851)
- 1927 – Tadeusz Michał Zakrzewski, polski adwokat, członek kabaretu Zielony Balonik (ur. 1877)
- 1928 – Leoš Janáček, czeski kompozytor (ur. 1854)
- 1929 – Euzebiusz (Grozdow), rosyjski biskup prawosławny (ur. 1866)
- 1930 – Wilfred Bolton, brytyjski rugbysta (ur. 1862)
- 1933 – Edward Kołaczkowski, polski ziemianin, samorządowiec, prezydent Lublina (ur. 1849)
- 1934 – Hendrik Petrus Berlage, holenderski architekt (ur. 1856)
- 1935:
  - Gareth Jones, walijski dziennikarz (ur. 1905)
  - Nina Frances Layard, brytyjska archeolog, poetka (ur. 1853)
  - Nikifor Nikiforow, bułgarski generał porucznik, polityk, minister wojny (ur. 1848)
  - Maria Rose, polska działaczka niepodległościowa (ur. 1900)
- 1936:
  - Wiktoria Díez Bustos de Molina, hiszpańska męczennica, błogosławiona (ur. 1903)
  - Antoni Perulles Estivill, hiszpański duchowny katolicki, męczennik, błogosławiony (ur. 1892)
- 1938:
  - Ludwig Borchardt, niemiecki egiptolog pochodzenia żydowskiego (ur. 1863)
  - Václav Klement, czeski księgarz, przedsiębiorca (ur. 1868)
  - Karol Różycki, polski zootechnik, wykładowca akademicki (ur. 1879)
- 1939 – Ernst Seger, niemiecki rzeźbiarz (ur. 1868)
- 1940 – Antoni Kozłowicz, polski kapitan administracji (ur. 1885)
- 1941:
  - Henryk Dembiński, polski działacz społeczny, publicysta (ur. 1908)
  - Freeman Freeman-Thomas, brytyjski polityk, administrator kolonialny (ur. 1866)
- 1942:
  - Gustaf Carlson, szwedzki piłkarz (ur. 1894)
  - Jan Mauersberger, polski duchowny katolicki, teolog, instruktor harcerski (ur. 1877)
  - Jan Spilka, polski podpułkownik artylerii (ur. 1885)
  - Florian Stępniak, polski kapucyn, męczennik, błogosławiony (ur. 1912)
  - Józef Straszewski, polski duchowny katolicki, męczennik, błogosławiony (ur. 1885)
- 1943 – Vittorio Sella, włoski alpinista, fotograf (ur. 1859)
- 1944 – Polegli w powstaniu warszawskim:
  - (lub 11 sierpnia) Zygmunt Brzosko, polski podporucznik, żołnierz AK (ur. 1923)
  - Stefania Kudelska, polska polityk, poseł na Sejm i senator RP (ur. 1890)
  - Wojciech Morbitzer, polski podharcmistrz, podporucznik, żołnierz AK (ur. 1923)
  - Andrzej Sobolewski, polski podporucznik, żołnierz AK (ur. 1924)
  - Jerzy Świderski, polski plutonowy, żołnierz AK (ur. 1927)
- 1944:
  - Tomasz Chmieliński, polski podporucznik, weteran powstania styczniowego (ur. 1845)
  - Paweł Jengałyczew, rosyjski generał (ur. 1864)
  - Berl Katznelson, rosyjski dziennikarz, polityk pochodzenia żydowskiego (ur. 1887)
  - Joseph P. Kennedy Jr., amerykański pilot wojskowy (ur. 1915)
- 1945 – Karol Leisner, niemiecki duchowny katolicki, męczennik, błogosławiony (ur. 1915)
- 1946:
  - Inajatullah Chan, król Afganistanu (ur. 1888)
  - Alfred Stock, niemiecki chemik, wykładowca akademicki (ur. 1876)
  - Borys Wojtenko, ukraiński piłkarz, bramkarz, trener i sędzia piłkarski (ur. 1898)
- 1947 – Stanisław Stankiewicz, polski leśniczy, Sprawiedliwy wśród Narodów Świata (ur. 1903)
- 1948:
  - Kazimierz Cwojdziński, polski matematyk, wykładowca akademicki (ur. 1878)
  - Każymukan Mungajtpasuły, kazachski zapaśnik (ur. 1871)
- 1949:
  - René Boulanger, francuski gimnastyk (ur. 1895)
  - Czesław Kania, polski podporucznik, członek NZW (ur. 1909)
  - Józef Kozłowski, polski gajowy, członek NZW (ur. 1910)
- 1950 – Jan Misiewicz, polski żołnierz Legionów Polskich, oficer WP, podinspektor Policji Państwowej i Państwowego Korpusu Bezpieczeństwa (ur. 1894)
- 1952 – Straceni na rozkaz Stalina działacze Żydowskiego Komitetu Antyfaszystowskiego:
  - Dawid Bergelson, rosyjski pisarz pochodzenia żydowskiego (ur. 1884)
  - Icyk Fefer, rosyjski poeta pochodzenia żydowskiego (ur. 1900)
  - Dowid Hofsztejn, rosyjski poeta pochodzenia żydowskiego (ur. 1889)
  - Lejb Kwitko, rosyjski pisarz pochodzenia żydowskiego (ur. 1900)
  - Salomon Łozowski, rosyjski polityk, publicysta pochodzenia żydowskiego, wicekomisarz spraw zagranicznych (ur. 1878)
  - Perec Markisz, rosyjski pisarz pochodzenia żydowskiego (ur. 1895)
  - Benjamin Zuskin, rosyjski aktor pochodzenia żydowskiego (ur. 1899)
- 1952:
  - Eugeniusz Kucharski, polski historyk i teoretyk literatury (ur. 1880)
  - Stefan Norblin, polski artysta plastyk, malarz, karykaturzysta, ilustrator, plakacista, architekt, projektant wnętrz i mody (ur. 1892)
- 1955:
  - Fiodor Fałalejew, radziecki marszałek lotnictwa (ur. 1899)
  - Thomas Mann, niemiecki pisarz, laureat Nagrody Nobla (ur. 1875)
  - James Sumner, amerykański biochemik, laureat Nagrody Nobla (ur. 1887)
- 1956 – Arthur Bliss Lane, amerykański dyplomata (ur. 1894)
- 1959 – Max Nonne, niemiecki neurolog (ur. 1861)
- 1962:
  - Henri Arthus, francuski żeglarz sportowy (ur. 1872)
  - Max Fabiani, słoweńsko-włoski architekt, urbanista (ur. 1865)
- 1964 – Ian Fleming, brytyjski pisarz (ur. 1908)
- 1965:
  - Wasilij Begma, radziecki generał major, polityk (ur. 1906)
  - Nice Contieri, włoska slawistka (ur. 1912)
  - Wanda Gentil-Tippenhauer, polska malarka (ur. 1899)
- 1966 – Thomas Johnson, brytyjski kolarz torowy (ur. 1886)
- 1967 – Esther Forbes, amerykańska nowelistka, autorka książek dla dzieci (ur. 1891)
- 1968:
  - Stanisław Józefczak, pilot szybowcowy i samolotowy (ur. 1939)
  - Bolesław Romanowski, polski komandor, dowódca okrętów podwodnych (ur. 1910)
- 1970:
  - Tejmur Bachtijar, irański generał (ur. 1914)
  - Glenn Hartranft, amerykański lekkoatleta, dyskobol i kulomiot (ur. 1901)
  - Arne Nyberg, szwedzki piłkarz (ur. 1913)
- 1972 – Zofia Sykulska, polska doktor habilitowana nauk farmaceutycznych (ur. 1921)
- 1973 – Walter Rudolf Hess, szwajcarski fizjolog, laureat Nagrody Nobla (ur. 1881)
- 1974 – John Lindroth, fiński lekkoatleta, tyczkarz (ur. 1906)
- 1975:
  - Werner Rittberger, niemiecki łyżwiarz figurowy (ur. 1891)
  - Pinchas Sapir, izraelski polityk (ur. 1906)
- 1977 – René Tirard, francuski lekkoatleta, sprinter (ur. 1899)
- 1978 – Jan Wojciech Zabłocki, polski botanik, paleobotanik, entomolog (ur. 1894)
- 1979 – Ernst Boris Chain, brytyjski biochemik pochodzenia niemieckiego, laureat Nagrody Nobla (ur. 1906)
- 1980 – Witold Zawadowski, polski pułkownik, lekarz radiolog (ur. 1888)
- 1981 – Rosita Melo, urugwajska kompozytorka, poetka (ur. 1897)
- 1982:
  - Piotr Erlich, polski aktor pochodzenia żydowskiego (ur. 1903)
  - Henry Fonda, amerykański aktor (ur. 1905)
  - Tomás Romero Pereira, paragwajski polityk, prezydent Paragwaju (ur. 1886)
- 1983:
  - Halina Hermanowicz, polska malarka, pedagog (ur. 1905)
  - Franz Radziwill, niemiecki malarz (ur. 1895)
- 1985 – Manfred Winkelhock, niemiecki kierowca wyścigowy (ur. 1951)
- 1986 – Hans Pesser, austriacki piłkarz, trener (ur. 1911)
- 1988 – Jean-Michel Basquiat, amerykański malarz (ur. 1960)
- 1989:
  - Samuel Okwaraji, nigeryjski piłkarz (ur. 1964)
  - William Shockley, amerykański fizyk, wynalazca, laureat Nagrody Nobla (ur. 1910)
- 1990:
  - Gustavo Gaviria, kolumbijski przestępca (ur. 1949)
  - Dorothy Mackaill, brytyjska aktorka (ur. 1903)
  - Piotr Perkowski, polski kompozytor, pedagog (ur. 1901)
  - James Stewart, kanadyjski koszykarz (ur. 1910)
- 1991:
  - Lin Fengmian, chiński malarz, teoretyk sztuki (ur. 1900)
  - Andrzej Łuczeńczyk, polski prozaik, poeta (ur. 1946)
- 1992 – John Cage, amerykański kompozytor (ur. 1912)
- 1994:
  - Barbara Grabowska, polska aktorka (ur. 1954)
  - Włodzimierz Źróbik, polski saneczkarz, bobsleista, dziennikarz i działacz sportowy (ur. 1926)
- 1995:
  - Stanisław Celiński, polski szlifierz, poseł na Sejm PRL (ur. 1919)
  - Zbigniew Januszko, polski ekonomista, polityk, przewodniczący Prezydium Wojewódzkiej Rady Narodowej w Olsztynie, poseł na Sejm PRL (ur. 1916)
  - Marty Paich, amerykański pianista, kompozytor, aranżer, producent, kierownik muzyczny, dyrygent (ur. 1925)
  - Achille Togliani, włoski piosenkarz, aktor (ur. 1924)
  - Felipe Tromp, arubański polityk, pierwszy gubernator Aruby (ur. 1917)
- 1996:
  - Wiktor Ambarcumian, ormiański astronom, astrofizyk (ur. 1908)
  - Guy Nosbaum, francuski wioślarz (ur. 1930)
- 1997:
  - Luther Allison, amerykański gitarzysta bluesowy (ur. 1939)
  - Gösta Bohman, szwedzki prawnik, polityk (ur. 1911)
- 1998 – Jesús Loroño, hiszpański kolarz szosowy (ur. 1926)
- 1999 – Zygmunt Maciejewski, polski aktor (ur. 1914)
- 2000:
  - Elijjahu Ben Elisar, izraelski historyk, polityk, dyplomata (ur. 1932)
  - Jean Carzou, francuski malarz pochodzenia syryjsko-ormiańskiego (ur. 1907)
  - Pentti Laasonen, fiński matematyk (ur. 1916)
  - Loretta Young, amerykańska aktorka (ur. 1913)
- 2001 – Pierre Klossowski, francuski pisarz, filozof, malarz pochodzenia polsko-żydowskiego (ur. 1905)
- 2002 – John Shaw Rennie, brytyjski dyplomata, administrator kolonialny (ur. 1917)
- 2003:
  - Christian Boussus, francuski tenisista (ur. 1908)
  - Walter Jackson Ong, amerykański jezuita, profesor literatury angielskiej, historyk religii, filozof (ur. 1912)
  - Eugeniusz Ornoch, polski lekkoatleta, chodziarz, trener (ur. 1941)
- 2004 – Godfrey N. Hounsfield, brytyjski elektronik, laureat Nagrody Nobla (ur. 1919)
- 2005:
  - Francy Boland, belgijski pianista jazzowy, aranżer, kompozytor, bandlider (ur. 1929)
  - Teruo Ishii, japoński reżyser filmowy (ur. 1924)
  - Lakshman Kadirgamar, lankijski polityk (ur. 1932)
  - Jan Szymański, polski zapaśnik (ur. 1960)
- 2006 – Józef Sumera, polski malarz (ur. 1923)
- 2007:
  - Zdzisław Fedorowicz, polski finansista (ur. 1922)
  - Merv Griffin, amerykański aktor, piosenkarz (ur. 1925)
  - Tadeusz Pyszkowski, polski dziennikarz i komentator sportowy (ur. 1915)
  - Wojciech Sieciński, polski scenograf, pedagog (ur. 1928)
- 2008 – Halina Wyrodek, polska aktorka, piosenkarka (ur. 1946)
- 2009:
  - Rashied Ali, amerykański perkusista jazzowy (ur. 1935)
  - Borys Malkin, polski antropolog, entomolog, badacz kultur Indian Ameryki Południowej (ur. 1917)
- 2010:
  - Guido de Marco, maltański polityk, prezydent Malty (ur. 1931)
  - Artur Olech, polski bokser (ur. 1940)
- 2013:
  - Johan Friso, holenderski książę (ur. 1968)
  - Joseph Gossman, amerykański duchowny katolicki, biskup Raleigh (ur. 1930)
- 2014:
  - Lauren Bacall, amerykańska aktorka (ur. 1924)
  - Abel Laudonio, argentyński bokser (ur. 1938)
  - Arlene Martel, amerykańska aktorka (ur. 1936)
  - Kazimierz Trampisz, polski piłkarz (ur. 1929)
  - Jan Ziółkowski, polski pisarz (ur. 1916)
- 2015:
  - Anna Gorazd-Zawiślak, polska pisarka, publicystka (ur. 1932)
  - Jaakko Hintikka, fiński filozof, logik, wykładowca akademicki (ur. 1929)
  - Wacław Jurgielewicz, polski pułkownik, historyk (ur. 1922)
  - Stephen Lewis, brytyjski aktor (ur. 1926)
- 2016 – Władysław Kandefer, polski rzeźbiarz, malarz (ur. 1921)
- 2017:
  - Zdravko Hebel, chorwacki piłkarz wodny, działacz sportowy (ur. 1943)
  - Józef Wiejacz, polski polityk, dyplomata (ur. 1933)
- 2018:
  - Samir Amin, egipsko-francuski ekonomista marksistowski, socjolog, politolog (ur. 1931)
  - Michael Scott Rohan, brytyjski pisarz (ur. 1951)
  - Kazimiera Utrata, polska aktorka (ur. 1932)
- 2019:
  - José Luis Brown, argentyński piłkarz, trener (ur. 1956)
  - Marek Domaracki, polski przedsiębiorca, polityk, poseł na Sejm RP (ur. 1964)
  - Kazimierz Klęk, polski chemik, polityk, minister przemysłu chemicznego (ur. 1940)
  - John Michael Sherlock, kanadyjski duchowny katolicki, biskup Londonu (ur. 1926)
  - Cezary Szlązak, polski saksofonista, multiinstrumentalista, wokalista, członek zespołu 2 plus 1 (ur. 1947)
- 2020:
  - Pavol Biroš, słowacki piłkarz (ur. 1953)
  - Francisco José Cox Huneeus, chilijski duchowny katolicki, arcybiskup La Serena (ur. 1933)
  - Don Edmunds, amerykański kierowca wyścigowy (ur. 1930)
  - François-Mathurin Gourvès, francuski duchowny katolicki, biskup Vannes (ur. 1929)
  - Agnieszka Kossakowska, polska śpiewaczka operowa (sopran) (ur. 1931)
  - Gergely Kulcsár, węgierski lekkoatleta, oszczepnik (ur. 1934)
  - Mónica Miguel, meksykańska aktorka (ur. 1936)
- 2021:
  - Kurt Biedenkopf, niemiecki prawnik, polityk, premier Saksonii (ur. 1930)
  - Emilio Flores Márquez, portorykański superstulatek, najstarszy mężczyzna na świeci (ur. 1908)
  - Julian Eugeniusz Kulski, polski architekt, żołnierz AK, uczestnik powstania warszawskiego (ur. 1929)
  - Tarcísio Meira, brazylijski aktor (ur. 1935)
  - Andrzej Salnikow, polski poeta, dziennikarz, filozof, animator i menedżer kultury (ur. 1960)
  - Matthias U Shwe, birmański duchowny katolicki, arcybiskup Taunggyi (ur. 1943)
- 2022:
  - Anne Heche, amerykańska aktorka (ur. 1969)
  - Aharon Jadlin, izraelski polityk, minister edukacji i kultury (ur. 1926)
  - Motiullah Khan, pakistański hokeista na trawie (ur. 1938)
  - Natalia Lach-Lachowicz, polska artystka intermedialna, konceptualistka (ur. 1937)
  - Wolfgang Petersen, niemiecki reżyser, scenarzysta, producent filmowy i telewizyjny (ur. 1941)
  - Lewis Zeigler, liberyjski duchowny katolicki, biskup Gbarnga, arcybiskup Monrovii (ur. 1944)
- 2023:
  - Jerzy Besala, polski historyk, publicysta (ur. 1951)
  - Atanas Gołomeew, bułgarski koszykarz, trener (ur. 1947)
  - Andrzej Kaznowski, polski ekonomista, dyplomata, samorządowiec, polityk, prezydent Gdańska (ur. 1935)
  - Wolfgang Żmudziński, polski prawnik, notariusz (ur. 1934)
- 2024:
  - Ramiro Blacutt, boliwijski piłkarz, trener (ur. 1944)
  - Jerzy Czerwiński, polski fizyk, nauczyciel, polityk, poseł na Sejm i senator RP (ur. 1960)
  - Antônio Delfim Netto, brazylijski ekonomista, polityk, minister finansów, minister planowania (ur. 1928)
  - Richard Lugner, austriacki przedsiębiorca, polityk (ur. 1932)
  - Maria Osterwa-Czekaj, polska dziennikarka, działaczka społeczna (ur. 1942)
  - Zajd ar-Rifa’i, jordański dyplomata, polityk, premier Jordanii (ur. 1936)
- 2025:
  - Nel Hedye Beltrán Santamaria, kolumbijski duchowny katolicki, biskup Sincelejo (ur. 1941)
  - Alfredo Diana, włoski agronom, polityk, minister rolnictwa, eurodeputowany (ur. 1930)
  - Tiébilé Dramé, malijski polityk, minister spraw zagranicznych (ur. 1955)
  - Władysław Nowak, polski inżynier, profesor nauk technicznych (ur. 1932)
  - Aino Pervik, estońska pisarka, tłumaczka (ur. 1932)
  - Joseph Willy Romélus, haitański duchowny katolicki, biskup Jérémie (ur. 1931)
  - Andrzej Werner, polski krytyk filmowy i literacki (ur. 1940)
  - Gregory Wojciechowski, amerykański zapaśnik, wrestler (ur. 1951)